# Safranal
Safranal je aldehydová organická sloučenina původně izolovaná z koření šafránu, tedy rozemletých blizen šafránu setého (Crocus sativus). V tomto koření safranal způsobuje jeho charakteristické aroma. Předpokládá se, že je produktem rozkladu karotenoidu zeaxantinu, přičemž zprostředkující roli tu hraje pikrokrocin, což je látka zodpovědná za typickou nahořklou chuť šafránu. Během sušení blizen se z pikrokrocinu uvolňuje díky enzymu glukosidáze aglykol, z něhož vzniká dehydratací samotný safranal. Pikrokrocin je tedy prekurzorem resp. intermediátem safranalu.

## Farmakologické účinky
Safranal má prokazatelné protikřečové účinky (je antikonvulzivem), což je dáno jeho agonistickým působením na GABAA receptor. Safranal působí také jako silný antioxidant a vychytávač volných radikálů, k tomu účinkuje in vitro cytotoxicky vůči rakovinovým buňkám. Kromě toho vykazuje i antidepresivní účinky.

## Výskyt v přírodě
Safranal se nalézá zejména v těchto rostlinách:
- Čajovníkovec kapský - Rooibos (Aspalathus linearis)
- Čajovník čínský (Camellia sinensis)
- Šafrán setý (Crocus sativus)
- Fíkovník smokvoň (Ficus carica)
- Kustovnice čínská (Lycium chinense)
- Kmín římský (Cuminum cyminum)[10]